# Koude kernfusie
Koude kernfusie is kernfusie die zou optreden bij een relatief lage temperatuur. De naam koude kernfusie werd oorspronkelijk gebruikt voor de fusie van waterstofisotopen met muonen als katalysator. De elektronen van de waterstofatomen worden door muonen vervangen, waardoor de atomen onderling zo dicht bij elkaar gebracht kunnen worden dat de elektrische afstoting overwonnen wordt en een fusie van de atoomkernen mogelijk wordt. De term "koude kernfusie" wordt overigens veel gebruikt voor methoden die wetenschappelijk omstreden zijn.
Kernfusie, het samensmelten van lichte atomen tot zwaardere, is de energiebron van de zon en de sterren. In de zon smelten waterstofatomen samen onder invloed van de enorme druk in de kern en bij een temperatuur van 15 miljoen graden. Bij kernfusie-experimenten op aarde, zoals in de Joint European Torus (JET), vindt kernfusie plaats bij een temperatuur van 150 miljoen graden. Er zijn een paar claims dat fusie ook bij andere natuurkundige processen kan plaatsvinden zonder dat daar zulke extreem hoge temperaturen bij nodig zijn.

## Fusie met behulp van een sterk elektrisch veld
In april 2005 rapporteerde een groep aan de UCLA pyro-elektrische kernfusie. Dit proces gebruikt een pyro-elektrisch kristal om een zeer sterk elektrisch veld te maken (in de orde van gigavolts per meter). Dit elektrische veld ioniseert deuteriumatomen en schiet de ionen in een vast materiaal dat deuteriumatomen bevat. Er werd gerapporteerd dat dit resulteert in kernfusie, maar niet in een netto energieproductie. Deze claim is veel minder omstreden, met name omdat de gegeven verklaring voor de verschijnselen in de lijn ligt van wat reeds bekend is over kernfusie. De resultaten van het eerste experiment zijn inmiddels door anderen herhaald en bevestigd. Hoewel dit een nuttige bron van neutronen kan zijn is energieopwekking op deze manier niet rendabel.

## Fusie met behulp van geluidsgolven
Ook andere methoden voor fusie bij kamertemperatuur worden onderzocht. Zo meldde Rusi P. Taleyarkhan in 2002 dat hij fusie had waargenomen bij sonoluminescentie. Daarbij veroorzaken geluidsschokgolven belletjes in vloeistof die binnen korte tijd weer imploderen, waarbij hoge temperatuur en druk ontstaan. Anno 2005 geven experimenten op dit gebied nog geen uitsluitsel over of er fusie optreedt. Als er fusie optreedt, is dat doordat temperatuur en druk plaatselijk hoog genoeg zijn om hete fusie te veroorzaken. Energieproductie op deze wijze is echter uitgesloten.

## Fusie met behulp van chemische processen
Op 23 maart 1989 deelden de elektrochemici Martin Fleischmann en Stanley Pons in een persconferentie mee dat zij kernfusie onder veel mildere condities bereikt hadden. Het ging om een bij-effect van een elektrochemische reactie aan een palladium-elektrode waar waterstof werd gevormd. Waterstof wordt in de palladiumelektrode geabsorbeerd en de twee wetenschappers meldden dat daardoor de waterstofkernen kunnen fuseren en dat als gevolg daarvan er bij hun opstelling meer energie vrijkwam dan ze er in stopten. Bovendien meldden ze dat ze vrijkomende neutronen hadden gedetecteerd die op fusie van waterstofkernen wezen.
Dit nieuws werd als een sensatie opgevat, zowel in de internationale pers als in de wetenschapswereld. Als het klopte wat deze twee wetenschappers zeiden, zou dat betekenen dat een nieuwe energiebron met enorm potentieel op eenvoudige wijze bereikbaar was geworden. In de weken volgend op de persconferentie probeerden vele wetenschappers dit experiment te reproduceren. Er waren echter maar weinig onderzoeksgroepen die succesvol waren, de meeste vonden geen enkele aanwijzing van energieproductie of nucleaire fusie.
Binnen zes weken, op 1 mei, werden de vondsten van Fleischmann en Pons rigoureus onderuit gehaald op een bijeenkomst van de American Physical Society (APS). Vanaf dat moment werd het door vele wetenschappers meer of minder bewezen geacht dat deze vorm van koude kernfusie niet mogelijk is.
De belangrijkste kritiekpunten waren dat het volgens de theorie ten eerste niet mogelijk was en ten tweede dat de verwachte fusieproducten niet in de juiste verhouding waren gemeten. Om zoveel energie te produceren hadden er namelijk veel meer dan de gemeten hoeveelheid neutronen moeten ontstaan en die hoeveelheid neutronen zouden Fleischmann en Pons niet overleefd kunnen hebben. Een ander belangrijk kritiekpunt was dat de resultaten niet reproduceerbaar waren.
Later dat jaar, in november, concludeerde een commissie van het Amerikaanse ministerie van energie (DOE) in haar onderzoeksrapport dat er niet voldoende overtuigende bewijzen zijn voor koude kernfusie.
Omdat er echter ook een paar succesvolle experimenten waren geweest, bleven enkele kleine wetenschapsgroepen in de mogelijkheid geloven en zich met dit thema bezighouden.
Er is vanaf 1990 een regelmatig symposium "International Conference on Cold Fusion" (ICCF) en in 2003 werd de "The International Society for Condensed Matter Nuclear Science" (ISCMNS) opgericht. Sinds 2006 worden op de bijeenkomsten van de American Physical Society (APS) en sinds 2007 op de bijeenkomsten van de American Chemical Society (ACS) sessies voor "cold fusion" gehouden.
Tijdens de ICCF-14 in 2008 presenteerden de wetenschappers Dennis Letts en Dennis Cravens 4 criteria die volgens hen cruciaal zijn voor een succesvolle reproductie van koudekernfusie-experimenten en dat alle mislukte experimenten in 1989 met deze criteria niet overeengestemd hadden.
Sinds 1989 zijn er veel nieuwe bewijzen geproduceerd, maar deze zijn niet dermate onomstotelijk dat de visie op koude kernfusie bij de meeste wetenschappers daardoor veranderd is.
Andere namen voor deze methode van koude fusie zijn: Low Energy Nuclear Reactions (LENR), Chemically Assisted Nuclear Reactions (CANR), Lattice Assisted Nuclear Reactions (LANR) en Condensed Matter Nuclear Science (CMNS).

### Huidige stand van zaken
In mei 2007 beweerden onderzoekers van het Space and Naval Warfare Center van de Amerikaanse marine dat zij bewijzen hebben gevonden voor kernreacties bij kamertemperatuur in een systeem dat vergelijkbaar is met dat van Fleischmann en Pons. Onderzoekers Szpak, Mosier-Boss en Gordon namen sporen van hoog-energetische geladen deeltjes waar, die naar eigen zeggen alleen kunnen zijn veroorzaakt door kernreacties bij kamertemperatuur. Volgens de onderzoekers zijn de resultaten reproduceerbaar en verifieerbaar. Ze spreken vooralsnog alleen van kernreacties, niet van kernfusie. Prof. Arata van de Universiteit van Osaka lanceert een soortgelijke claim.
Wetenschappers van het Duitse "Institute for Solid-State Nuclear Physics" concluderen: "Kernreacties werden tot nu toe als geïsoleerde operaties gezien. De invloed van de omgeving werd als te verwaarlozen of als minimale verstoring gezien. Verschillende meetresultaten tonen echter, dat de omgeving een significant effect zowel op het radioactief verval als op kernreacties kan hebben. Het onderzoek van het instituut en zijn leden toonde aan dat vaste stoffen de afloop, de mate en de producten van de nucleaire reacties aanzienlijk kunnen wijzigen." Dat betekent dat de verwachte producten van koude kernfusie niet per se met die van hete kernfusie vergelijkbaar moeten zijn. Iets wat in 1989 nog niet bekend was.
In januari 2011 presenteerde de Italiaanse ingenieur Andrea Rossi zijn "Energy Catalyzer" die, naar zijn zeggen, energie produceert door een nucleaire reactie van nikkel en waterstof. De persconferentie werd door verschillende media voornamelijk in Italië en Amerika gepubliceerd. De uitvinder heeft op 28 oktober 2011 een generator gepresenteerd, waarvan hij beweerde dat ongeveer 470 kW thermische energie gegenereerd werd.
In april 2011 beweerde Dennis M. Bushnell, een "chief scientist" van NASA, dat LENR een zeer "interessante en veelbelovende" nieuwe technologie is die waarschijnlijk "tamelijk snel" vooruitgang zal boeken. In Januari 2012 gaf NASA in een video verdere uitleg over deze nieuwe technologie.
In februari 2012 kreeg de universiteit van Missouri een donatie van 5,5 miljoen dollar van de miljardair Sidney Kimmel om daarmee onderzoek te verrichten naar de mogelijke oorzaak van het effect.
De universiteit van Missouri organiseerde ook de International Conference on Condensed Matter Nuclear Science (ICCF-18) in July 2013.
Het Indiase wetenschappelijk tijdschrift Current Science publiceerde in de uitgave van 25 februari 2015 een speciaal katern over koude kernfusie. De hoofdredacteur schreef in het voorwoord: "Een groep van meer dan 300 onderzoekers, voornamelijk in de VS, Italië, Japan, China, Rusland, Frankrijk, en ook in India, die positief bewijs voor het optreden van kernreacties in gedeutereerde / gehydreerde metaalroosters (Pd, Ti, Ni) hadden gevonden, hadden hun studie voortgezet, geduldig en zorgvuldig, hoewel hun werk niet serieus genomen werd door hun collega's."